# 劉建誠
劉建誠（Ztephen Lau），MBA，CPFAcct. （页面存档备份，存于），英國格羅斯特郡大學（ University of Gloucestershire ）工商管理碩士，香港精神健康議題專家，法務會計專業人士，親中派政治人物，經民聯及西九新動力成員，曾是西九新動力深水埗分區統籌主任及總幹事，深水埗居民聯會地區服務處幹事。現任「中國夢智庫」精神健康事務總監，香港法務會計學會 （页面存档备份，存于）創會理事長，香港策劃工程師學會副會長，深水埗中南分區委員會委員。

### 政治立場
劉建誠政治立場偏親中派，經常在堅料網與其他親中派媒體撰寫中文及英文文章。其觀點主張促進家庭和諧健康同生活與工作平衡、建立優秀精神健康城市。

### 部分資歷
- 22年地區工作及15年活動司儀經驗
- 13年心理及臨床催眠治療經驗
- 2022年12月3日為「香港基本法教育協會」總統籌成功在嘉里酒店舉辦「慶祝香港回歸祖國25周年‘一國兩制’與‘一帶一路’國際論壇」 （页面存档备份，存于），實地及網上參與人數達3000多人次，邀請香港及世界各地法律專家出席參加及演講，並獲中央政府、特區政府等領導出席主禮。
- 2023年10月13日為「香港一帶一路國際研究院」總統籌成功在中區前終審法院舉辦「第六屆“一帶一路”國際論壇暨“一帶一路”合作與夥伴關係協議範本研討會 （页面存档备份，存于）」，邀請香港及世界各地法律專家出席參加及演講，並獲中央政府、特區政府等領導出席主禮。

### 部分專業及公職
- 深水埗中南分區委員會委員 （页面存档备份，存于）
- 註冊專業法證會計師（ICFA） （页面存档备份，存于） （页面存档备份，存于）[5]
- 香港華人內部審計師公會會員
- 香港策劃工程師學會資深會員
- 中國高級心理諮詢師及課程導師[5]
- 催眠治療師課程簽證導師[5]（IAPC）
- 中國高級企業EAP諮詢師[5]
- 中國夢智庫 精神健康事務總監
- 香港法務會計學會[6] 創會理事長
- 香港策劃工程師學會 副會長

- 香港心理諮詢及輔導協會 副會長[7]
- 亞洲家庭治療學院 （页面存档备份，存于）正式會員[5]
- 九龍社團聯會扶貧政策委員會第八屆委員[8]
- 2012年市區重建局深水埗分區諮詢委員會委員[9]
- 2012年深水埗區議會社區事務委員會增選委員[10]
- 2014年深水埗區議會交通事務委員會增選委員[11]
- 2013年深水埗民政處深水埗防火委員會委員